# Oznaki specjalistów wojsk lądowych i lotniczych
Oznaki specjalistów wojsk lądowych i lotniczych – zostały wprowadzone do użycia w latach 1970 i 1973.  Prawo ich noszenia przysługiwało żołnierzom zawodowym oraz podoficerom i szeregowym zasadniczej służby wojskowej.  Stanowiły one zewnętrzną formę wyróżniającą tych żołnierzy. Rysunki poszczególnych oznak przedstawiały charakterystyczne symbole broni lub znaków wojskowych występujących w danym rodzaju wojsk i służb.  Posiadały one 4 klasy: 3, 2, 1 i Mistrzowską (oznaczane odpowiednio cyframi 3, 2, 1 oraz literą "M" w okręgu). Tłoczone były z tworzywa sztucznego barwy srebrnej na miękkich podkładkach koloru khaki (wojska lądowe) i koloru chabrowego (wojska lotnicze i OPK) o średnicy 70 mm. 

Według Zarządzenia Ministra Obrony Narodowej nr 8/MON z dnia 23 stycznia 1973 roku oznaki noszono na lewym rękawie kurtki mundurowej i płaszcza 4cm "powyżej linii poziomej przedramienia przy zgiętym łokciu".
Informator mundurowy dla żołnierzy niezawodowych z 1989 roku przewidywał noszenie oznak 6 cm poniżej wszycia rękawa.

## Oznaki specjalistów wojsk lądowych
| Oznaka | Opis                                                                                                  | Oznaka | Opis |
| ------ | --- | ------ | --- |
|        | - oznaka specjalisty wojsk zmechanizowanych pancerny wóz bojowy                                       |        | - oznaka specjalisty wojsk pancernych czołg ze stylizowanym skrzydłem husarskim                                                                        |
|        | - oznaka specjalisty artylerii naziemnej dwie skrzyżowane lufy armatnie                               |        | - oznaka specjalisty artylerii przeciwlotniczej skrzyżowane lufa armatnia i strzała                                                                    |
|        | - oznaka specjalisty artylerii rakietowej skrzyżowane rakiety                                         |        | - oznaka specjalisty wojsk inżynieryjnych w zębatym kole kotwica i paląca się mina                                                                     |
|        | - oznaka specjalisty wojsk chemicznych wiązki promieniowania alfa, beta i gamma                       |        | - oznaka specjalisty wojsk łączności poziome fale radiowe, na których błyskawica                                                                       |
|        | - oznaka specjalisty wojsk radiotechnicznych rozchodzące się fale radiowe, na których błyskawica      |        | - oznaka specjalisty wojsk kolejowych i drogowych miecz skrzyżowany ostrzem ku dołowi, po jego bokach stylizowane skrzydło oraz połowa koła kolejowego |
|        | - oznaka specjalisty służby kwatermistrzowskiej w zębatym kole skrzyżowane miecz i kłos żyta          |        | - oznaka specjalisty służby uzbrojenia dwie skrzyżowane lufy armatnie i płomień                                                                        |
|        | - oznaka specjalisty służby topograficznej południk i równoleżnik przecięte łatą mierniczą            |        | - oznaka specjalisty służby zdrowia laska i wąż Eskulapa                                                                                               |
|        | - oznaka kierowcy samochodowego kierownica samochodowa, a na jej górnym ramieniu proporczyk           |        | - oznaka specjalisty Wojskowej Służby Wewnętrznej dwa skrzyżowane miecze ostrzami ku dołowi oraz napis WSW                                             |
|        | - oznaka specjalisty służby kulturalno oświatowej fragment kolumny jońskiej, po bokach liście laurowe |        | - oznaka specjalisty nurka-płetwonurka hełm skafandra nurka                                                                                            |
|        | - oznaka specjalisty orkiestranta lira                                                                |        | |

## Oznaki specjalistów wojsk lotniczych i OPK
| Oznaka | Opis                                                                                                  | Oznaka | Opis |
| ------ | --- | ------ | --- |
|        | - oznaka strzelca pokładowego - radiotelegrafisty stylizowany ptak w locie, w otoku liście laurowe    |        | - oznaka mechanika lotniczego stylizowane skrzydełko, oraz silnik gwiaździsty w półwieńcu laurowym                                                   |
|        | - oznaka specjalisty służby elektrogazowej błyskawica w otoku liści laurowych                         |        | - oznaka specjalisty artylerii przeciwlotniczej skrzyżowane lufa armatnia i strzała                                                                  |
|        | - oznaka specjalisty służby meteorologicznej meteorograf, powyżej samolot                             |        | - oznaka specjalisty służby fotograficznej samolot, rozchodzące się promienie tworzące siatkę fotograficzną                                          |
|        | - oznaka specjalisty służby inżynieryjnej w zębatym kole kotwica i paląca się mina                    |        | - oznaka specjalisty służby chemicznej wiązki promieniowania alfa, beta i gammaa                                                                     |
|        | - oznaka specjalisty służby łączności poziome fale radiowe, na których błyskawica                     |        | - oznaka specjalisty służby radiotechnicznej rozchodzące się fale radiowe, na których błyskawica                                                     |
|        | - oznaka specjalisty służby kwatermistrzowskiej w zębatym kole skrzyżowane miecz i kłos żyta          |        | - oznaka specjalisty służby uzbrojenia dwie skrzyżowane lufy armatnie i płomień                                                                      |
|        | - oznaka specjalisty służby topograficznej południk i równoleżnik przecięte łatą mierniczą            |        | - oznaka specjalisty służby zdrowia laska i wąż Eskulapa                                                                                             |
|        | - oznaka kierowcy samochodowego kierownica samochodowa, a na jej górnym ramieniu proporczyk           |        | - oznaka mechanika samochodowego oznaka służby samochodowej (uskrzydlona oś samochodu z kołami i kierownicą), klucz francuski i połowa koła zębatego |
|        | - oznaka specjalisty służby kulturalno oświatowej fragment kolumny jońskiej, po bokach liście laurowe |        | - oznaka specjalisty Wojskowej Służby Wewnętrznej dwa skrzyżowane miecze ostrzami ku dołowi oraz napis WSW                                           |